# Zhang Weiwei
Dans ce nom chinois, le nom de famille, Zhang, précède le nom personnel.
Pour les articles homonymes, voir Zhang.
Zhang Weiwei (chinois : 张维为 ; chinois traditionnel : 張維為 ; pinyin : Zhāng Wéiwèi), également Weiwei Zhang dans les ouvrages en anglais, né le 23 décembre 1957 à Shanghai, en Chine, est un professeur de relations internationales à l'Université Fudan.
Il a notamment développé le concept d'état-civilisation pour la Chine, par opposition à la notion d'état-nation.

## Biographie
Il naît en décembre 1957 à Shanghai. À 17 ans, il entre dans la deuxième usine de gravure de Shanghai (上海雕刻二厂) où il devient un apprenti renommé.
En 1977, le premier gaokao qui a lieu après la révolution culturelle, est un tournant dans sa vie, il réussit l'examen d'entrée dans le département des langues étrangères de l'université Fudan. Après ses études, il entre comme traducteur en anglais au ministère des Affaires étrangères, puis à l'ONU,.

## Positionnement politique
Dans son livre La Vague chinoise : l'émergence d'un État civilisationnel, Zhang argue que la Chine doit suivre sa propre voie et ne pas suivre le modèle occidental, qui mènerait à sa perte, étant incompatible avec le modèle civilisationnel chinois. La Chine serait au contraire vouée à influencer le monde dans un changement de paradigme mené par Xi Jinping dans lequel tous les pays seraient sur un pied d'égalité avec l'Occident.
Il entretient depuis plusieurs années un dialogue avec l'intellectuel d'extrême droite russe Alexandre Douguine.

## Œuvres

### Ouvrages
- (en) Zhang Weiwei, Ideological Trends and Economic Reform in China, (1978-1993), Genève, Université de Genève, 1994 (thèse de doctorat)
- (en) Zhang Weiwei, The China Horizon : Glory and dream of a civilizational state, Hackensack, N.J., World Century, Fudan University & Shanghai Academy of Social Sciences, 2016 (ISBN 9781938134722)
- (en) Zhang Weiwei (trad. 艾哈迈德. 赛义德 (Hamaide saiyide Ai)), The China Wave: Rise of a Civilizational State, Hackensack, N.J., World Century Publishing Corporation,‎ 2012 (ISBN 9781938134012)
- (zh-Hans) 张维为, 中国震撼 : 一个文明型国家的崛起, 北京, 五洲传播出版社,‎ 2017, 256 p. (ISBN 9787508535692)
- (zh-Hant) 张维为, 文明型國家, 香港, 開明書店,‎ 2018, 168 p. (ISBN 9789624591477)

### Articles majeurs
- (en) « Meritocracy Versus Democracy », The New York Times, 9 novembre 2012